# Seymour (Indiana)
Pour les articles homonymes, voir Seymour.
Seymour est une ville du comté de Jackson dans l'État américain de l'Indiana. Sa population était de 7 503 habitants en 2010.

## Toponymie
Seymour a été créé et cartographié le 27 avril 1852 par Meedy et Eliza Ewing Shields, fermiers, à environ trois kilomètres au sud de Rockford, dans l’Indiana. 
À la fin des années 1840, un chemin de fer reliant Jeffersonville (Indiana) à la nouvelle capitale de l’État, Indianapolis est en projet et il pourrait logiquement traverser la propriété des époux Shields. En 1852, le chemin de fer est-ouest est en cours d’arpentage à travers le comté de Jackson et Meedy Shields tente de convaincre les dirigeants de l’Ohio and Mississippi Railway de faire passer le tracé par sa propriété. En retour, il aurait accepté de donner à la ville le nom de l’ingénieur civil du chemin de fer, Henry C. Seymour, bien que certaines sources mentionnent J. Seymour, l’arpenteur. Selon une autre hypothèse, en 1852, le capitaine Meedy Shields aurait persuadé Hezekiah Cook Seymour de tracer le chemin de fer est-ouest de l’Ohio et du Mississippi à travers ses terres, nommant la ville en l’honneur de Seymour.
Les premiers colons arrivent au printemps 1853 et le 29 juin 1854, le premier train du nouveau chemin de fer de l’Ohio et du Mississippi s’arrête à Seymour...

## Personnalités liées à la ville
- John Mellencamp (1951-), guitariste, chanteur, acteur et compositeur est né à Seymour.
- Rob Wiethoff (1976-), comédien, connu pour avoir prêté sa voix au protagoniste John Marston dans les jeux vidéo Red Dead Redemption I & II, est né à Seymour.